# 2018년 동계 올림픽 메달 집계
2018년 동계 올림픽 메달 집계는 2018년 2월 9일부터 2월 25일까지 대한민국 평창군에서 열린 2018년 동계 올림픽에서 획득한 메달 순으로 매긴 각국 올림픽 위원회의 목록이다.
이번 대회는 총 15개 종목, 102개 세부 종목으로 꾸려지며, 메달전이 100개가 넘어가는 대회는 이번이 사상 처음이다. 이번 대회부터 기존의 종목에 네 가지 세부 종목이 추가되었는데, 스노보드 빅에어, 컬링 믹스더블, 스피드스케이팅 매스스타트, 알파인스키 혼성팀이다.
특이한 기록을 꼽자면 스피드스케이팅 여자 3000m에서 네덜란드가 금은동을 싹쓸이했다. 크로스컨트리 남자 30km 스키애슬론에서도 노르웨이가 금은동을 모두 땄고, 노르딕복합 10km 개인 라지힐 종목에서 독일이 모든 메달을 휩쓸었다.
또 크로스컨트리 여자 10km 프리 종목에서 3위 기록이 2개나 나오는 바람에 동메달이 2개씩 수여됐다. 봅슬레이 남자 2인승에서도 1위 기록이 2개나 나왔기 때문에 금메달이 2개씩 수여됐으며, 은메달은 수여되지 않았다.
이번 대회 참가국 중에서 헝가리는 1980년 레이크플래시드 동계 올림픽 참가 이래 사상 처음으로 올림픽 금메달을 획득하였다. 리히텐슈타인은 1988년 캘거리 동계 올림픽 이후 처음으로 메달을 획득하였으며, 뉴질랜드와 스페인 역시 1992년 알베르빌 동계 올림픽 이후 처음으로 메달을 획득하였다. 벨기에는 1998년 나가노 동계 올림픽 이후 처음으로 메달을 획득하였다.
노르웨이는 이번 대회에서 39개의 메달을 획득하면서 2010년 밴쿠버 동계 올림픽에서 미국이 세웠던 최다 메달 기록인 37개를 갱신했다. 또한 이번 대회는 30개국이 최소 1개 이상의 메달을 획득하면서 동계 올림픽 역사상 가장 많은 국가가 메달을 획득한 대회가 되었다.

## 메달 집계

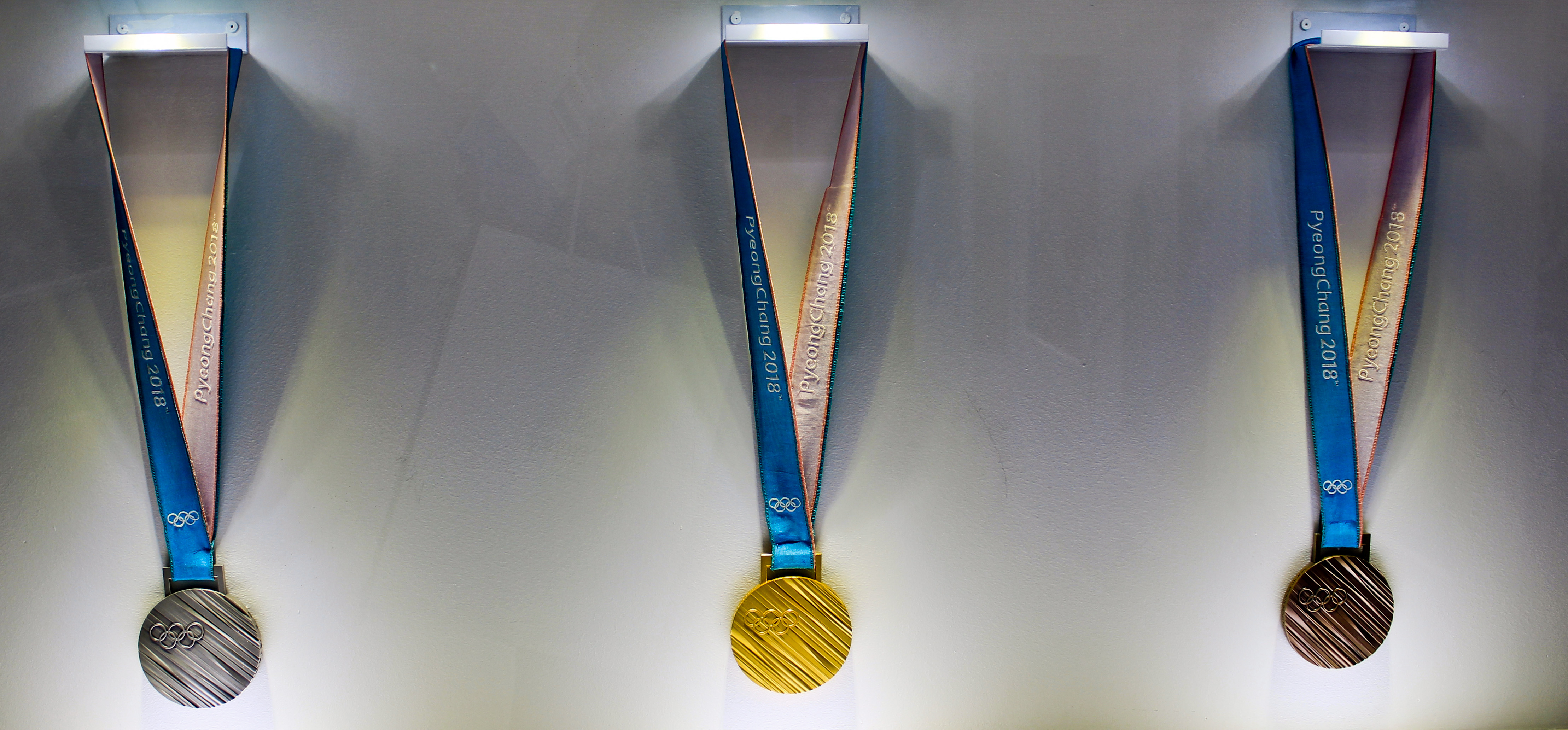
2018 동계 올림픽의 금메달, 은메달, 동메달

다음은 국제 올림픽 위원회에서 제공하는 정보를 토대로 한 표로, 금메달·은메달·동메달의 수 순서로 랭킹을 매긴다. 금은동의 수가 모두 동률일 경우, 같은 순위가 되고 IOC 국가 부호의 알파벳 순으로 목록에서 뺀다
주최국인 대한민국은 연보라색으로 표시되어 있다.
| 순위 | 국가                          | 금메달 | 은메달 | 동메달 | 합계 |
| ---- | ----------------------------- | ------ | ------ | ------ | ---- |
| 1    | 노르웨이 (NOR)                | 14     | 14     | 11     | 39   |
| 2    | 독일 (GER)                    | 14     | 10     | 7      | 31   |
| 3    | 캐나다 (CAN)                  | 11     | 8      | 10     | 29   |
| 4    | 미국 (USA)                    | 9      | 8      | 6      | 23   |
| 5    | 네덜란드 (NED)                | 8      | 6      | 6      | 20   |
| 6    | 스웨덴 (SWE)                  | 7      | 6      | 1      | 14   |
| 7    | 대한민국 (KOR)                | 5      | 8      | 4      | 17   |
| 8    | 스위스 (SUI)                  | 5      | 6      | 4      | 15   |
| 9    | 프랑스 (FRA)                  | 5      | 4      | 6      | 15   |
| 10   | 오스트리아 (AUT)              | 5      | 3      | 6      | 14   |
| 11   | 일본 (JPN)                    | 4      | 5      | 4      | 13   |
| 12   | 이탈리아 (ITA)                | 3      | 2      | 5      | 10   |
| 13   | 러시아 출신 올림픽 선수 (OAR) | 2      | 6      | 9      | 17   |
| 14   | 체코 (CZE)                    | 2      | 2      | 3      | 7    |
| 15   | 벨라루스 (BLR)                | 2      | 1      | 0      | 3    |
| 16   | 중화인민공화국 (CHN)          | 1      | 6      | 2      | 9    |
| 17   | 슬로바키아 (SVK)              | 1      | 2      | 0      | 3    |
| 18   | 핀란드 (FIN)                  | 1      | 1      | 4      | 6    |
| 19   | 영국 (GBR)                    | 1      | 0      | 4      | 5    |
| 20   | 폴란드 (POL)                  | 1      | 0      | 1      | 2    |
| 21   | 헝가리 (HUN)                  | 1      | 0      | 0      | 1    |
| 21   | 우크라이나 (UKR)              | 1      | 0      | 0      | 1    |
| 23   | 오스트레일리아 (AUS)          | 0      | 2      | 1      | 3    |
| 24   | 슬로베니아 (SLO)              | 0      | 1      | 1      | 2    |
| 25   | 벨기에 (BEL)                  | 0      | 1      | 0      | 1    |
| 26   | 스페인 (ESP)                  | 0      | 0      | 2      | 2    |
| 26   | 뉴질랜드 (NZL)                | 0      | 0      | 2      | 2    |
| 28   | 카자흐스탄 (KAZ)              | 0      | 0      | 1      | 1    |
| 28   | 라트비아 (LAT)                | 0      | 0      | 1      | 1    |
| 28   | 리히텐슈타인 (LIE)            | 0      | 0      | 1      | 1    |
| 합계 | 합계                          | 103    | 102    | 102    | 307  |

## 같이 보기
- 2018년 동계 패럴림픽 메달 집계